# おおぐま座SX星
おおぐま座SX星（おおぐまざSXせい、SX Ursae Majoris、SX UMa）は、地球から見ておおぐま座の方向約3710光年の距離にある脈動変光星。ヘルツシュプルング・ラッセル図 （HR図）上で「セファイド不安定帯」と呼ばれる領域に位置する広義のセファイド変光星の分類の1つ「こと座RR型変光星 (RR Lyrae type, RR Lyrae variable, 略称RR) 」のサブグループ「RRc型」のプロトタイプとされており、0.3071178日（約7.37時間）の周期で10.58等から11.21等の振幅で変光する。

## 特徴
恒星進化の過程では、主系列を離れた後、準巨星、赤色巨星分枝の段階を経て、水平分枝の段階にある。太陽よりも古くから存在している星で、金属量が少ない「種族II」の星に分類されており、金属量は太陽に比べて約60分の1しかない。星全体が膨張と収縮を繰り返すことで表面温度と光度が変動するため、スペクトルもA型からF型の範囲で変動している。
1918年、ハーロー・シャプレーによりセファイド変光星として分類された。セファイド変光星と分類された変光星の中に、異なる周期-光度関係に従うグループがあることが知られると、おおぐま座SX星はこと座RR型変光星に分類されるようになった。こと座RR型変光星は、動径脈動によって0.2等-2.0等の振幅で変光するA型からF型の巨星で、光度曲線の形状が変化したり、変光周期が変化する例が知られている。典型的なセファイド変光星に比べて変光周期が短いことから「短周期セファイド (英: short-period Cepheid)」、また球状星団に多く見られることから「星団型変光星 (英: cluster variables)」と呼ばれることもあった。おおぐま座SX星がプロトタイプとされるサブグループ「RRc型」は、ほぼ左右対称、時には正弦波のような光度曲線を持ち、変光周期は0.2-0.5日、振幅はV等級で0.8等以下のこと座RR型変光星と定義されており、セファイド不安定帯の中でもより左側（高温側）に位置するとされる。脈動の主要なモードは第1陪音モードである。
おおぐま座SX星の変光周期は複雑に変動している。O-C図 (英: (O-C) diagram)では、周期の変動に単純な周期性が見られないことから、未知の脈動モードが1つ以上存在する可能性が示唆されている。